# Kate Donahoo
Kate Marie Donahoo (Las Vegas, 27 de marzo de 1966) es una deportista estadounidense que compitió en judo. Ganó una medalla de oro en los Juegos Panamericanos de 1991, y una medalla de bronce en el Campeonato Panamericano de Judo de 1988.
Participó en los Juegos Olímpicos de Barcelona 1992, donde finalizó quinta en la categoría de –56 kg.

## Palmarés internacional
| Juegos Panamericanos    | Juegos Panamericanos     | Juegos Panamericanos | Juegos Panamericanos |
| Año                     | Lugar                    | Medalla              | Categoría            |
| ----------------------- | ------------------------ | -------------------- | -------------------- |
| 1991                    | La Habana (Cuba)         | Medalla de oro       | –56 kg               |
| Campeonato Panamericano |                          |                      |                      |
| Año                     | Lugar                    | Medalla              | Categoría            |
| 1988                    | Buenos Aires (Argentina) | Medalla de bronce    | –56 kg               |